# Moje
Moje är en by i Gagnefs socken Gagnefs kommun. Moje ligger omkring sjön Mojesjön. Byn delas upp i två delar. Norra Moje ligger norr om sjön och består av utspridda fastigheter med stora tomter. Södra Moje ligger söder om sjön och där är bebyggelsen betydligt tätare med många hus och mindre tomter.

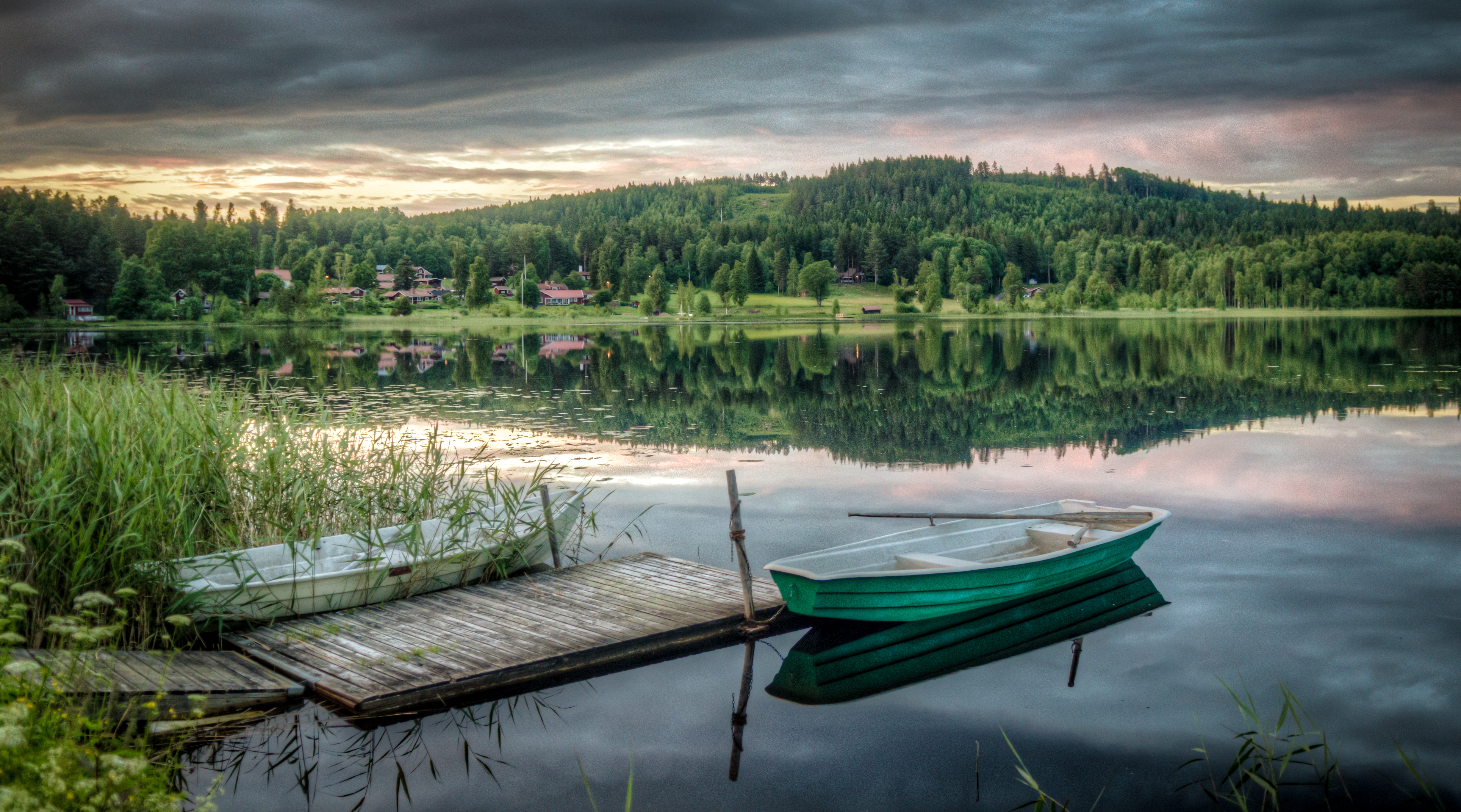
En HDR-bild över Mojesjön fotograferad från en sjöfastighet i Norra Moje. Foto: Elias Gammelgård

Det finns två populära badplatser kring sjön. En i Södra och en i Norra. 
Det fanns tre skattebetalande i byn vid 1539 års skatteläggande.
Historiskt har det varit svårt att försörja sig i Moje, jordbruken var små och många karlar hade annan försörjning, till exempel kolning, skogsavverkning, körslor till bergsbruken i söder, byggarbete med mera. Vanligt var också att kvinnor hade tjänst som "trädgårdskullor" i Stockholm och i Gävle. 
Här finns sällsynta mosippor och smällvedel.